# Torben Beltz
Torben Beltz (* 21. November 1976 in Itzehoe) ist ein ehemaliger deutscher Tennisspieler und heutiger Tennistrainer.

## Leben und Karriere
Beltz war in der Tennis-Bundesliga der Herren 30 2014 für den THC Ahrensburg im Einsatz.
Beim TC Alsterquelle lernte er Angelique Kerber kennen, die dort in der 2. Bundesliga spielte; ab 2004 wurde er ihr Trainer. Am Ende des Jahres 2013 beendete er zwischenzeitlich seine Tätigkeit als Trainer Kerbers, ab Januar 2014 war er Coach von Carina Witthöft. Vom März 2015 bis November 2017 setzten Beltz und Kerber ihre Zusammenarbeit wieder fort. In diese Zeit fielen Kerbers Gewinn der Australian Open und der US Open. Knapp zwei Wochen nach dem Ende der Zusammenarbeit wurde bekannt, dass Beltz von nun an mit Donna Vekić zusammenarbeiten werde. Die Zusammenarbeit wurde Mitte Juli 2020 von Beltz beendet. Ende Juli 2020 wurde daraufhin öffentlich, dass Beltz wieder Kerber trainieren wird. Am 8. November 2021 trennten sich die beiden erneut. Wenige Tage später wurde Beltz als neuer Trainer der frischgebackenen US-Open-Siegerin Emma Raducanu präsentiert. Diese beendete die Zusammenarbeit jedoch am 26. April 2022 bereits wieder. Von Juni 2022 bis Juni 2023 hatte Anett Kontaveit Beltz als Trainer verpflichtet. Seit September 2023 trainiert Beltz wieder Angelique Kerber.
Beltz hat zwei Töchter.

## Liste bedeutender Erfolge als Trainer
| Turnier                                      |
| -------------------------------------------- |
| Australian Open 2016 (Kerber)                |
| US Open 2016 (Kerber)                        |
| Wimbledon Championships 2016 Finale (Kerber) |
| Olympische Sommerspiele 2016 Finale (Kerber) |
| WTA Championships 2016 Finale (Kerber)       |